# Лечебное голодание
Лече́бное голода́ние — метод альтернативной медицины, заключающийся в добровольном отказе от пищи, а иногда и воды, с  облегчённым (диетическим) питанием в течение определённого периода. Метод основывается на псевдонаучной идее о существовании в организме так называемых шлаков, согласно которой при отсутствии поступающей извне пищи органы пищеварения и связанные с ними системы переходят в режим «восстановления» и очистки.
Накопились данные, свидетельствующие о том, что ограничение калорийности и различные формы голодания (прерывистое голодание, ограниченное по времени питание, периодическое голодание), в случае если при этом сохраняется адекватное потребление макро- и микронутриентов, предоставляют дополнительные возможности для поддержания здоровья за счёт снижения риска сердечно-сосудистых и некоторых онкологических заболеваний. Тем не менее нельзя проводить длительное голодание без медицинского наблюдения до тех пор, пока будущие исследования не помогут досконально прояснить его влияние на здоровье человека.

## Классификации
Различие методик лечебного голодания по разновидности голодания:
- полное голодание — воздержание от приёма пищи с неограниченным употреблением воды. Чаще называют «водным» голоданием. Считается целесообразным достижение «кетоацидотического криза», который у большинства пациентов при полном («влажном») голодании наблюдается на 5-7-е сутки;
- абсолютное голодание — воздержание от приёма и пищи, и воды. Также называют «сухим» голоданием. Обычно применяется непродолжительные, 1—2-суточные голодания такого вида, потому что более продолжительное сухое голодание приводит к обезвоживанию. Потеря воды, вызывающая снижение массы тела на 10—20 %, опасна для жизни; лишение воды исходно здорового человека приводит к смерти через 7—10 дней, а в условиях жаркой сухой атмосферы — через 3—5 дней[9]. Различают:
  - частичное «сухое» лечебное голодание — назначаются ванны, души, обливания, якобы позволяющие лучше «расшлаковывать» кожу;
  - полное «сухое» лечебное голодание — полное отсутствие контакта с водой;
- комбинированное голодание — одновременное применение «сухого» и «водного» вариантов. В течение первых 1-3 суток (по индивидуальной переносимости) пациентам предлагается воздерживаться от приёма пищи и воды; начиная со 2-4-х суток приём воды возобновляют.

По срокам проведения «водные» пищевые воздержания делятся на:
- малые — 1-2 суток;
- средние — от 3 до 7 суток;
- длительные — от 8 до 40 суток.

По комбинации продолжительности разгрузочного и восстановительного периодов имеются следующие методики:
- фракционное лечебное голодание. Эта методика предусматривает обычно три повторных, следующих один за одним циклов (фракций) лечения голодом. Средняя продолжительность разгрузочного периода (лечебное голодание) при этом составляет 14 дней, восстановительного питания — 34 дня. Продолжительность промежутка между отдельными циклами РДТ (разгрузочно-диетическая терапия), включая период восстановительного питания — 62 дня. Общая продолжительность лечения — полгода;
- ступенчатое лечебное голодание предусматривает продолжительность разгрузочного периода до первых проявлений ацидотического криза (обычно на 5-7-й день голодания). После этого следует период восстановления, равный по продолжительности половине разгрузочного периода (1-я ступень), после чего вновь назначается голодание до начальных проявлений ацидотического криза и далее вновь восстановительное питание, по продолжительности равное половине разгрузочного периода (2-я ступень), и т. д. Всего 3-4 ступени.

При проведении лечебного голодания могут применяться различные дополнительные методики «лечения» (в основном натуропатические): гомеопатия, гирудотерапия, бальнеотерапия, иглорефлексотерапия, метод волевой задержки дыхания, гипоксия и др.

## Область применения
Заболевания, при которых голодание нельзя проводить без контроля специалиста / лечащего врача:
- выраженный дефицит массы тела (индекс массы тела менее 18,5-20). При индексе массы тела менее 15 — голодание недопустимо!
- злокачественные опухоли;
- активный туберкулёз лёгких и других органов;
- бронхоэктатическая болезнь;
- заболевания системы кровообращения;
- сахарный диабет I типа;
- тиреотоксикоз;
- сердечная аритмия или проводимости любого генеза;
- состояние после перенесённого крупноочагового инфаркта миокарда;
- сердечная недостаточность II Б — III степени;
- хронический гепатит и цирроз печени;
- почечная недостаточность любого генеза;
- тромбофлебит.

## Самолечение
Даже ограничение калорийности пищи (разгрузочно-диетическая терапия) должно проводиться в специализированных отделениях стационара, в лечебных учреждениях санаторного типа, и лишь в редких случаях допустимо проведение курса лечения амбулаторно. Однако вопрос о её применении должен решать врач с соответствующей квалификацией. В «Популярной медицинской энциклопедии» под редакцией академика Б. В. Петровского отмечено, что к лечению голодом вообще следует относиться особенно настороженно, а в статье «Лечебное питание» той же энциклопедии приведена следующая информация о самолечении голодом:

Резко уменьшать количество принимаемой пищи можно только в стационарных условиях в исключительных случаях и в определённых лечебных заведениях под наблюдением специалистов-врачей, имеющих опыт такого лечения. Этот метод не может быть рекомендован для широкого применения с лечебной целью, а тем более в порядке самолечения. Полное голодание, особенно многодневное, крайне опасно. Описаны случаи гибели людей, применявших этот метод. Причинами смерти служили проявления скрытотекущего сахарного диабета, внезапная остановка сердца, неспособность организма перейти к усвоению пищи после голодания. Кроме того, метод может нанести серьёзный ущерб здоровью и вызвать существенные, иногда необратимые нарушения в печени, мозге и др. Переносимость голодания индивидуальна, не каждый организм можно подвергать этому серьёзному испытанию. Самолечение голодом следует рассматривать как один из самых вредных видов извращения питания, ничего общего не имеющий с лечебным питанием. — «Популярная медицинская энциклопедия», Ташкент, 1993 г.

## Критика
- Диетолог первой категории и автор более ста работ по диетологии Рудольф Ильич Воробьёв в своей книге «Питание: мифы и реальность» указывает на то, что лечебное голодание и РДТ (разгрузочно-диетическая терапия) — это явления одного порядка, которые являются крайностями[11]:

И уж тем более совсем небезразлично для организма многодневное голодание, даже если именовать его лечебным или разгрузочно-диетической терапией (РДТ). Не исключено, что при ряде болезней некоторым пациентам этот метод помогает; применяют же, скажем, инсулиновый шок при шизофрении или раке, но в исключительных случаях, по строгим медицинским показаниям и с учетом противопоказаний. Однако массовым методом лечения болезней инсулиновый шок не является. Метод голодания в качестве лечебного средства стал широко известен благодаря пропаганде его людьми, хорошо умеющими распространять свои идеи. — Р. И. Воробьёв «Питание: мифы и реальность», Москва, 1997 г.
- «Я вообще применяю его (лечебное голодание) в исключительных случаях, поскольку оно вызывает нежелательные стрессы, чувство постоянного дискомфорта, а то и болезненные явления[12]».
- При ряде заболеваний и патологических состояний полный отказ от пищи приводит к значительному вреду для здоровья и может даже привести к летальному исходу. Так, например, при сахарном диабете при полном отказе от пищи в течение 24-48 часов больной может впасть в гипогликемическую кому, что является угрожающим жизни состоянием и может привести к смерти.
- Согласно современным исследованиям по метаболизму, голодание в течение 1-2 суток не влияет на структуру кишечного эпителия. Дальнейшее голодание ведёт к значительному снижению активности пищеварительных ферментов и развитию атрофических изменений в слизистой оболочке тонкой кишки.[13]
- Голодание и недоедание могут подавлять иммунную функцию и увеличить восприимчивость к разнообразным патогенным агентам.[14]
- Недостаточное питание может служить причиной возникновения различных заболеваний, таких как диабетический кетоацидоз (ДКА).[15]

Обстоятельной критике подвергает очищение с помощью РДТ и диетолог Р. С. Минвалеев в своей книге «Коррекция веса. Теория и практика здорового питания», иронично называя голодание «оздоровительным кретинизмом». Он подчёркивает, что большинство мифов о голодании вызвано элементарным невежеством, и предлагает проверить его утверждения, полистав любой учебник физиологии.
- При длительном отсутствии поступления глюкозы в кровь организм начинает вырабатывать её сам из накопленных в теле ресурсов. Согласно теории РДТ, при голодании организм покрывает свои жизненные потребности за счёт расщепления жира с образованием глицерина, который так же, как и глюкоза, может быть преобразован в ацетил-КоА, окисляемый в цикле Кребса для получения энергии. Однако Минвалеев указывает, что глицерин составляет лишь малую долю продуктов расщепления жира. Основную часть глюкозы организм синтезирует из аминокислот, входящих в состав белков и предназначенных для строительных нужд тела. То есть голодающие сжигают не столько жир, сколько мышечную массу и соединительные ткани, что чревато рядом серьёзных и труднообратимых последствий.
- Кетоацидоз, который голодающие принимают за начало очистительного процесса, на самом деле является исключительно следствием голодного шока. Другими словами, вся та «грязь», которая якобы выводится из тела во время голодания, тогда же и образуется. Минвалеев особенно иронично отзывается об утверждениях, что у голодающих якобы выходят камни из желчного пузыря. Поскольку это противоречит законам физиологии, Минвалеев поставил эксперимент (настоял смесь желчи, желудочного сока, сока лимона и оливкового масла), который показал, что «камни» мягкой консистенции образуются в желчном пузыре во время голода. Почему? Потому что для того, чтобы продукты распада полностью выводились из желчного пузыря, необходимо поступление жира в организм, которого при РДТ и прочих обезжиренных диетах не наблюдается.
- Худеющие с помощью РДТ должны помнить, что на место ушедшей массе (1/3 которой составляют мышцы) гораздо проще прийти жировой ткани. Это объясняется тем, что организм пытается запастись подкожной жировой клетчаткой на случай последующего голода. К тому же истощение мышечной и соединительной тканей лишает жировую ткань своеобразного «корсета», и она начинает расти хаотично, гроздьями, в результате чего образуется целлюлит.